# جيمي كوكرين (لاعب كرة قدم)
جيمي كوكرين (بالإنجليزية: Jimmy Cochrane)‏ هو لاعب كرة قدم بريطاني، ولد في 26 أكتوبر 1935 في Kingswinford ‏ في المملكة المتحدة. لعب مع برمنغهام سيتي ونادي تلفورد يونايتد ونادي ستوربريدج ونادي والسول.